# Llista de topònims de Sant Climent Sescebes
Llista de topònims (noms propis de lloc) del municipi de Sant Climent Sescebes, a l'Alt Empordà
Informació actualitzada per un bot. Els canvis manuals es perdran quan s'actualitzi!

## cabana
| imatge | Nom                  | Ubicat a              | instància de | Detalls | coordenades                                                         | Protecció | Commons (més fotos) | Dades a WD                    |
| ------ | -------------------- | --------------------- | ------------ | ------- | ------------------------------------------------------------------- | --------- | ------------------- | ----------------------------- |
|        | corral d'en Vila     | Sant Climent Sescebes | cabana       |         | 42° 23′ 33″ N, 2° 58′ 32″ E / 42.3925105169546°N,2.97568849828068°E |           |                     | Modifica les dades a Wikidata |
|        | corral de Mas Torres | Sant Climent Sescebes | cabana       |         | 42° 23′ 39″ N, 2° 58′ 36″ E / 42.3941047694868°N,2.97656268178942°E |           |                     | Modifica les dades a Wikidata |

## casa
| imatge | Nom                                | Ubicat a              | instància de | Detalls                                  | coordenades                                                                     | Protecció                                  | Commons (més fotos)                              | Dades a WD                    |
| ------ | ---------------------------------- | --------------------- | ------------ | ---------------------------------------- | ------------------------------------------------------------------------------- | ------------------------------------------ | ------------------------------------------------ | ----------------------------- |
|        | Cal Metge Vell                     | Sant Climent Sescebes | casa         | Estil: arquitectura popular              | 42° 22′ 13″ N, 2° 58′ 56″ E / 42.3702°N,2.98236°E ca:Carrer del Sol, 22 84 msnm | bé integrant del patrimoni cultural català | Cal Metge Vell                                   | Modifica les dades a Wikidata |
|        | Can Massot                         | Sant Climent Sescebes | casa         | Estil: arquitectura popular              | 42° 22′ 10″ N, 2° 58′ 48″ E / 42.3694°N,2.98°E ca:Carrer Major, 2 78 msnm       | bé integrant del patrimoni cultural català | Can Massot (Sant Climent Sescebes)               | Modifica les dades a Wikidata |
|        | Casa Enric                         | Sant Climent Sescebes | casa         | Estil: arquitectura popular              | 42° 22′ 08″ N, 2° 58′ 47″ E / 42.3689°N,2.97969°E                               | bé integrant del patrimoni cultural català | Casa Enric (Sant Climent Sescebes)               | Modifica les dades a Wikidata |
|        | Casa Laia                          | Sant Climent Sescebes | casa         | Estil: arquitectura popular              | 42° 22′ 08″ N, 2° 58′ 50″ E / 42.369022°N,2.980505°E                            | bé integrant del patrimoni cultural català | Casa Laia                                        | Modifica les dades a Wikidata |
|        | can Roca                           | Sant Climent Sescebes | casa         | Estil: arquitectura popular 20th century | 42° 22′ 04″ N, 2° 58′ 49″ E / 42.367747°N,2.980378°E ca:C. Espolla, 40 80 msnm  | bé integrant del patrimoni cultural català | Can Roca (Sant Climent Sescebes)                 | Modifica les dades a Wikidata |
|        | casa al carrer Icària - carrer Nou | Sant Climent Sescebes | casa         | Estil: arquitectura popular              | 42° 22′ 11″ N, 2° 58′ 48″ E / 42.369693°N,2.980134°E                            | bé integrant del patrimoni cultural català | Casa al carrer Icària - carrer Nou               | Modifica les dades a Wikidata |
|        | casa al carrer Major, 17           | Sant Climent Sescebes | casa         | Estil: arquitectura popular              | 42° 22′ 07″ N, 2° 58′ 48″ E / 42.3685°N,2.9799°E                                | bé integrant del patrimoni cultural català | Casa al carrer Major, 17 (Sant Climent Sescebes) | Modifica les dades a Wikidata |

## dolmen
| imatge | Nom                      | Ubicat a              | instància de | Detalls | coordenades                                                         | Protecció                                  | Commons (més fotos)    | Dades a WD                    |
| ------ | ------------------------ | --------------------- | ------------ | ------- | ------------------------------------------------------------------- | ------------------------------------------ | ---------------------- | ----------------------------- |
|        | Salt d'en Peió           | Sant Climent Sescebes | dolmen       |         | 42° 25′ 02″ N, 2° 58′ 15″ E / 42.41722222°N,2.97083333°E            | bé integrant del patrimoni cultural català |                        | Modifica les dades a Wikidata |
|        | dolmen de Fontanilles    | Sant Climent Sescebes | dolmen       |         | 42° 24′ 35″ N, 2° 58′ 02″ E / 42.40975°N,2.96711111°E 200 msnm      | bé integrant del patrimoni cultural català | Dolmen de Fontanilles  | Modifica les dades a Wikidata |
|        | dolmen de Prat Tancat    | Sant Climent Sescebes | dolmen       |         | 42° 23′ 22″ N, 2° 58′ 44″ E / 42.3894°N,2.978967°E 125 msnm         | bé integrant del patrimoni cultural català | Dolmen del Prat Tancat | Modifica les dades a Wikidata |
|        | dolmen de Tires Llargues | Sant Climent Sescebes | dolmen       |         | 42° 23′ 41″ N, 2° 58′ 43″ E / 42.39483611°N,2.97863333°E            | bé integrant del patrimoni cultural català |                        | Modifica les dades a Wikidata |
|        | dolmen de la Gutina      | Sant Climent Sescebes | dolmen       |         | 42° 23′ 47″ N, 2° 58′ 50″ E / 42.39646389°N,2.98041944°E            | bé integrant del patrimoni cultural català | Dolmen de la Gutina    | Modifica les dades a Wikidata |
|        | dolmen de les Closes     | Sant Climent Sescebes | dolmen       |         | 42° 22′ 47″ N, 2° 57′ 14″ E / 42.3796694444°N,2.95398055556°E       | bé integrant del patrimoni cultural català |                        | Modifica les dades a Wikidata |
|        | dolmen del Gorg Negre    | Sant Climent Sescebes | dolmen       |         | 42° 25′ 46″ N, 2° 57′ 12″ E / 42.4294282722051°N,2.95331787656415°E |                                            |                        | Modifica les dades a Wikidata |

## entitat singular de població
| imatge | Nom                   | Ubicat a              | instància de                                                                   | Detalls                            | coordenades                                                      | Protecció                                  | Commons (més fotos) | Dades a WD                    |
| ------ | --------------------- | --------------------- | ------------------------------------------------------------------------------ | ---------------------------------- | ---------------------------------------------------------------- | ------------------------------------------ | ------------------- | ----------------------------- |
|        | Base Militar          | Sant Climent Sescebes | entitat singular de població                                                   | 0 hab                              | 42° 22′ 21″ N, 2° 58′ 24″ E / 42.3726°N,2.973392°E 152 msnm      |                                            |                     | Modifica les dades a Wikidata |
|        | Sant Climent Sescebes | Sant Climent Sescebes | entitat singular de població ens local històric de Catalunya capital municipal | 625 hab                            | 42° 22′ 09″ N, 2° 58′ 50″ E / 42.369267°N,2.980662°E 82 msnm     |                                            |                     | Modifica les dades a Wikidata |
|        | Ullastre              | Sant Climent Sescebes | entitat singular de població                                                   | 7 hab                              | 42° 21′ 48″ N, 2° 58′ 22″ E / 42.36320556°N,2.97278056°E 78 msnm |                                            |                     | Modifica les dades a Wikidata |
|        | Vilartolí             | Sant Climent Sescebes | entitat singular de població                                                   | Estil: arquitectura popular 43 hab | 42° 23′ 28″ N, 2° 58′ 18″ E / 42.391°N,2.97176°E 143 msnm        | bé integrant del patrimoni cultural català | Vilartolí           | Modifica les dades a Wikidata |

## església
| imatge | Nom                               | Ubicat a              | instància de    | Detalls                     | coordenades                                                                              | Protecció                                  | Commons (més fotos)               | Dades a WD                    |
| ------ | --------------------------------- | --------------------- | --------------- | --------------------------- | ---------------------------------------------------------------------------------------- | ------------------------------------------ | --------------------------------- | ----------------------------- |
|        | Santa Fe dels Solers              | Sant Climent Sescebes | església ermita | Estil: art preromànic       | 42° 24′ 55″ N, 2° 57′ 46″ E / 42.4152°N,2.96288°E ca:a 5 Km a tramuntana de Sant Climent | bé integrant del patrimoni cultural català |                                   | Modifica les dades a Wikidata |
|        | església de Sant Climent Sescebes | Sant Climent Sescebes | església        | Estil: arquitectura barroca | 42° 22′ 08″ N, 2° 58′ 49″ E / 42.3688°N,2.9802°E                                         | bé integrant del patrimoni cultural català | Església de Sant Climent Sescebes | Modifica les dades a Wikidata |

## masia
| imatge | Nom               | Ubicat a              | instància de | Detalls                     | coordenades                                                            | Protecció                                  | Commons (més fotos)               | Dades a WD                    |
| ------ | ----------------- | --------------------- | ------------ | --------------------------- | ---------------------------------------------------------------------- | ------------------------------------------ | --------------------------------- | ----------------------------- |
|        | Ca l'Aleix        | Sant Climent Sescebes | masia        |                             | 42° 23′ 32″ N, 2° 58′ 27″ E / 42.3922129605514°N,2.97406056422996°E    |                                            |                                   | Modifica les dades a Wikidata |
|        | Cal Carbassa      | Sant Climent Sescebes | masia        |                             | 42° 23′ 35″ N, 2° 58′ 23″ E / 42.3930862917305°N,2.97295457399332°E    |                                            |                                   | Modifica les dades a Wikidata |
|        | Cal Negre         | Sant Climent Sescebes | masia        |                             | 42° 23′ 35″ N, 2° 58′ 28″ E / 42.3931766841627°N,2.97440036191026°E    |                                            |                                   | Modifica les dades a Wikidata |
|        | Cal Pagès         | Sant Climent Sescebes | masia        | Estil: arquitectura popular | 42° 23′ 33″ N, 2° 58′ 24″ E / 42.3924°N,2.97338°E                      | bé integrant del patrimoni cultural català |                                   | Modifica les dades a Wikidata |
|        | Cal Rei           | Sant Climent Sescebes | masia        |                             | 42° 23′ 33″ N, 2° 58′ 23″ E / 42.3926270004696°N,2.97302766937421°E    |                                            |                                   | Modifica les dades a Wikidata |
|        | Can Boix          | Sant Climent Sescebes | masia        |                             | 42° 23′ 26″ N, 2° 58′ 16″ E / 42.3905911379627°N,2.97099960697292°E    |                                            |                                   | Modifica les dades a Wikidata |
|        | Can Carreres      | Sant Climent Sescebes | masia        | Estil: arquitectura popular | 42° 23′ 23″ N, 2° 58′ 19″ E / 42.3897°N,2.97196°E                      | bé integrant del patrimoni cultural català |                                   | Modifica les dades a Wikidata |
|        | Can Corneta       | Sant Climent Sescebes | masia        |                             | 42° 23′ 18″ N, 2° 58′ 22″ E / 42.3882229636149°N,2.97270153593237°E    |                                            |                                   | Modifica les dades a Wikidata |
|        | Can Maçanet       | Sant Climent Sescebes | masia        |                             | 42° 21′ 50″ N, 2° 58′ 21″ E / 42.3638524832382°N,2.97252992642619°E    |                                            |                                   | Modifica les dades a Wikidata |
|        | Can Miquel Martín | Sant Climent Sescebes | masia        | Estil: arquitectura popular | 42° 22′ 16″ N, 2° 58′ 47″ E / 42.3711°N,2.97967°E 80 msnm              | bé integrant del patrimoni cultural català | Can Miquel Martín                 | Modifica les dades a Wikidata |
|        | Can Mis           | Sant Climent Sescebes | masia        | Estil: arquitectura popular | 42° 22′ 02″ N, 2° 58′ 42″ E / 42.3672°N,2.97825°E 75 msnm              | bé integrant del patrimoni cultural català | Can Mis (Sant Climent Sescebes)   | Modifica les dades a Wikidata |
|        | Horta d'en Cusí   | Sant Climent Sescebes | masia        | Estil: arquitectura popular | 42° 21′ 41″ N, 2° 58′ 36″ E / 42.361318°N,2.97662°E 71 msnm            | bé integrant del patrimoni cultural català |                                   | Modifica les dades a Wikidata |
|        | Mas Navara        | Sant Climent Sescebes | masia        | Estil: arquitectura popular | 42° 21′ 51″ N, 2° 58′ 19″ E / 42.3642°N,2.97191°E                      | bé integrant del patrimoni cultural català |                                   | Modifica les dades a Wikidata |
|        | Mas Petraca       | Sant Climent Sescebes | masia        | Estil: arquitectura popular | 42° 21′ 41″ N, 2° 58′ 36″ E / 42.361303°N,2.976615°E                   | bé integrant del patrimoni cultural català |                                   | Modifica les dades a Wikidata |
|        | Mas Torres        | Sant Climent Sescebes | masia        |                             | 42° 23′ 31″ N, 2° 58′ 33″ E / 42.392069269281°N,2.97591951079706°E     |                                            |                                   | Modifica les dades a Wikidata |
|        | Mas Ullastre      | Sant Climent Sescebes | masia        | Estil: arquitectura popular | 42° 21′ 48″ N, 2° 58′ 22″ E / 42.3633°N,2.9729°E                       | bé integrant del patrimoni cultural català |                                   | Modifica les dades a Wikidata |
|        | Mas de Dalt       | Sant Climent Sescebes | masia        |                             | 42° 21′ 52″ N, 2° 58′ 19″ E / 42.364320652989°N,2.97192251033038°E     |                                            |                                   | Modifica les dades a Wikidata |
|        | els Estanys       | Sant Climent Sescebes | masia        |                             | 42° 22′ 13″ N, 2° 57′ 05″ E / 42.370348711222°N,2.9515005161657°E      |                                            |                                   | Modifica les dades a Wikidata |
|        | els Rebulls       | Sant Climent Sescebes | masia        |                             | 42° 23′ 35″ N, 2° 57′ 15″ E / 42.3931253569631°N,2.95418312485986°E    |                                            |                                   | Modifica les dades a Wikidata |
|        | els Solers        | Sant Climent Sescebes | masia        | Estil: arquitectura popular | 42° 24′ 56″ N, 2° 57′ 36″ E / 42.4155°N,2.96011°E                      | bé integrant del patrimoni cultural català |                                   | Modifica les dades a Wikidata |
|        | els Torlits       | Sant Climent Sescebes | masia        |                             | 42° 22′ 59″ N, 2° 57′ 40″ E / 42.382960791776°N,2.9612089864236°E      |                                            |                                   | Modifica les dades a Wikidata |
|        | la Murtra         | Sant Climent Sescebes | masia        | Estat: ruïnós               | 42° 24′ 20″ N, 2° 58′ 40″ E / 42.4054694444°N,2.97768333333°E 186 msnm |                                            | La Murtra (Sant Climent Sescebes) | Modifica les dades a Wikidata |

## menhir
| imatge | Nom                            | Ubicat a              | instància de | Detalls | coordenades                                                            | Protecció                                  | Commons (més fotos) | Dades a WD                    |
| ------ | ------------------------------ | --------------------- | ------------ | ------- | ---------------------------------------------------------------------- | ------------------------------------------ | ------------------- | ----------------------------- |
|        | Menhir de Vilartolí            | Sant Climent Sescebes | menhir       |         | 42° 23′ 46″ N, 2° 57′ 46″ E / 42.3962°N,2.96273°E 123 msnm             | bé integrant del patrimoni cultural català | Menhir de Vilartolí | Modifica les dades a Wikidata |
|        | Menhir de la Murtra            | Sant Climent Sescebes | menhir       |         | 42° 24′ 09″ N, 2° 58′ 40″ E / 42.402541666666664°N,2.977786111111111°E | bé integrant del patrimoni cultural català | Menhir de la Murtra | Modifica les dades a Wikidata |
|        | menhir de Santa Fe dels Solers | Sant Climent Sescebes | menhir       |         | 42° 23′ 47″ N, 2° 57′ 33″ E / 42.3963064160771°N,2.95928398229899°E    |                                            |                     | Modifica les dades a Wikidata |

## molí d'aigua
| imatge | Nom             | Ubicat a              | instància de | Detalls | coordenades                                                        | Protecció | Commons (més fotos) | Dades a WD                    |
| ------ | --------------- | --------------------- | ------------ | ------- | ------------------------------------------------------------------ | --------- | ------------------- | ----------------------------- |
|        | Molí d'en Salom | Sant Climent Sescebes | molí d'aigua |         | 42° 23′ 03″ N, 2° 58′ 32″ E / 42.384287949999°N,2.97550944962°E    |           |                     | Modifica les dades a Wikidata |
|        | Molí d'en Vila  | Sant Climent Sescebes | molí d'aigua |         | 42° 24′ 07″ N, 2° 58′ 06″ E / 42.4020821266918°N,2.9682723746829°E |           |                     | Modifica les dades a Wikidata |

## muntanya
| imatge | Nom                 | Ubicat a                         | instància de | Detalls | coordenades                                                         | Protecció | Commons (més fotos) | Dades a WD                    |
| ------ | ------------------- | -------------------------------- | ------------ | ------- | ------------------------------------------------------------------- | --------- | ------------------- | ----------------------------- |
|        | Coma de Remers      | Sant Climent Sescebes Cantallops | muntanya     |         | 42° 25′ 04″ N, 2° 56′ 58″ E / 42.41765111°N,2.9495°E 295.5 msnm     |           |                     | Modifica les dades a Wikidata |
|        | Puig de la Rata     | Sant Climent Sescebes            | muntanya     |         | 42° 23′ 36″ N, 2° 57′ 28″ E / 42.3932°N,2.95787°E 176.8 msnm        |           |                     | Modifica les dades a Wikidata |
|        | Serrat de la Mangra | Sant Climent Sescebes            | muntanya     |         | 42° 24′ 27″ N, 2° 57′ 55″ E / 42.40736667°N,2.96531944°E 183.1 msnm |           |                     | Modifica les dades a Wikidata |
|        | el Pujol            | Sant Climent Sescebes            | muntanya     |         | 42° 22′ 31″ N, 2° 59′ 07″ E / 42.37520556°N,2.98540472°E 118.7 msnm |           |                     | Modifica les dades a Wikidata |
|        | el Ventador         | Sant Climent Sescebes            | muntanya     |         | 42° 24′ 29″ N, 2° 57′ 39″ E / 42.40798056°N,2.960825°E 215.7 msnm   |           |                     | Modifica les dades a Wikidata |
|        | els Pujals          | Sant Climent Sescebes            | muntanya     |         | 42° 23′ 23″ N, 2° 58′ 07″ E / 42.38981944°N,2.968575°E 172.9 msnm   |           |                     | Modifica les dades a Wikidata |

## pont
| imatge | Nom               | Ubicat a              | instància de | Detalls                                     | coordenades | Protecció                                  | Commons (més fotos)               | Dades a WD                    |
| ------ | ----------------- | --------------------- | ------------ | ------------------------------------------- | --- | ------------------------------------------ | --------------------------------- | ----------------------------- |
|        | Pont del Cotó     | Sant Climent Sescebes | pont         |                                             | 42° 22′ 51″ N, 2° 59′ 17″ E / 42.3808676468068°N,2.98813195976383°E                                               |                                            |                                   | Modifica les dades a Wikidata |
|        | Pont dels Forns   | Sant Climent Sescebes | pont         |                                             | 42° 21′ 31″ N, 2° 58′ 29″ E / 42.358494341835°N,2.97464516333945°E                                                |                                            |                                   | Modifica les dades a Wikidata |
|        | pont Nou          | Sant Climent Sescebes | pont         | Estil: arquitectura popular 20th century    | 42° 21′ 59″ N, 2° 58′ 47″ E / 42.36641°N,2.979674°E ca:Ctra. GI-602, km 8, a l'entrada sud-oest del poble 75 msnm | bé integrant del patrimoni cultural català | Pont Nou (Sant Climent Sescebes)  | Modifica les dades a Wikidata |
|        | pont Vell         | Sant Climent Sescebes | pont         | Estil: arquitectura popular Travessa: Anyet | 42° 22′ 06″ N, 2° 58′ 44″ E / 42.3683°N,2.97896°E ca:Carrer del Pont - Avinguda del Campament 72 msnm             | bé integrant del patrimoni cultural català | Pont Vell (Sant Climent Sescebes) | Modifica les dades a Wikidata |
|        | pont de Vilartolí | Sant Climent Sescebes | pont         | Estil: arquitectura popular                 | 42° 23′ 21″ N, 2° 58′ 25″ E / 42.3892°N,2.97357°E                                                                 | bé integrant del patrimoni cultural català |                                   | Modifica les dades a Wikidata |

## pou
| imatge | Nom                  | Ubicat a              | instància de | Detalls                     | coordenades                                                                         | Protecció                                  | Commons (més fotos) | Dades a WD                    |
| ------ | -------------------- | --------------------- | ------------ | --------------------------- | ----------------------------------------------------------------------------------- | ------------------------------------------ | ------------------- | ----------------------------- |
|        | Pou de Vilartolí     | Sant Climent Sescebes | pou          | Estil: arquitectura popular | 42° 23′ 29″ N, 2° 58′ 15″ E / 42.391409°N,2.970955°E                                | bé integrant del patrimoni cultural català |                     | Modifica les dades a Wikidata |
|        | Pous de Sant Climent | Sant Climent Sescebes | pou          | Estil: arquitectura popular | 42° 22′ 13″ N, 2° 58′ 57″ E / 42.370301°N,2.982405°E ca:Carrer del Sol i carrer Vic | bé integrant del patrimoni cultural català |                     | Modifica les dades a Wikidata |

## serra
| imatge | Nom                     | Ubicat a                         | instància de | Detalls | coordenades                                                         | Protecció | Commons (més fotos) | Dades a WD                    |
| ------ | ----------------------- | -------------------------------- | ------------ | ------- | ------------------------------------------------------------------- | --------- | ------------------- | ----------------------------- |
|        | les Serres              | Cantallops Sant Climent Sescebes | serra        |         | 42° 24′ 44″ N, 2° 57′ 10″ E / 42.41221111°N,2.95290833°E 295.5 msnm |           |                     | Modifica les dades a Wikidata |
|        | serra d'en Cintet       | Sant Climent Sescebes            | serra        |         | 42° 23′ 59″ N, 2° 58′ 00″ E / 42.3998°N,2.96655°E 187.3 msnm        |           |                     | Modifica les dades a Wikidata |
|        | serra d'en Clarà        | Espolla Sant Climent Sescebes    | serra        |         | 42° 24′ 46″ N, 2° 58′ 38″ E / 42.41265278°N,2.97719444°E 341.4 msnm |           |                     | Modifica les dades a Wikidata |
|        | serra dels Roqueters    | Sant Climent Sescebes            | serra        |         | 42° 25′ 01″ N, 2° 57′ 59″ E / 42.41705°N,2.9663°E 301.4 msnm        |           |                     | Modifica les dades a Wikidata |
|        | serrat de les Garrigues | Sant Climent Sescebes            | serra        |         | 42° 22′ 28″ N, 2° 57′ 33″ E / 42.37440833°N,2.95904167°E 145.7 msnm |           |                     | Modifica les dades a Wikidata |

## zona humida
| imatge | Nom                             | Ubicat a                       | instància de     | Detalls | coordenades                                       | Protecció | Commons (més fotos) | Dades a WD                    |
| ------ | ------------------------------- | ------------------------------ | ---------------- | ------- | ------------------------------------------------- | --------- | ------------------- | ----------------------------- |
|        | bassa dels Castellars d'Espolla | Sant Climent Sescebes Espolla  | zona humida      |         | 42° 25′ 18″ N, 2° 58′ 22″ E / 42.4216°N,2.9727°E  |           |                     | Modifica les dades a Wikidata |
|        | estany d'en Massot              | Sant Climent Sescebes          | zona humida      |         | 42° 22′ 55″ N, 2° 58′ 59″ E / 42.3819°N,2.983°E   |           |                     | Modifica les dades a Wikidata |
|        | estany d'en Pous                | Sant Climent Sescebes          | zona humida      |         | 42° 22′ 39″ N, 2° 59′ 04″ E / 42.3774°N,2.9844°E  |           |                     | Modifica les dades a Wikidata |
|        | estany de Serra-Saguer          | Sant Climent Sescebes Campmany | zona humida llac |         | 42° 22′ 52″ N, 2° 56′ 29″ E / 42.3811°N,2.9414°E  |           |                     | Modifica les dades a Wikidata |
|        | estany de la Cardonera          | Sant Climent Sescebes          | zona humida      |         | 42° 22′ 11″ N, 2° 57′ 03″ E / 42.3698°N,2.9507°E  |           |                     | Modifica les dades a Wikidata |
|        | estany del nord de la Cardonera | Sant Climent Sescebes          | zona humida      |         | 42° 22′ 24″ N, 2° 57′ 02″ E / 42.3733°N,2.9505°E  |           |                     | Modifica les dades a Wikidata |
|        | estanys de Gutina               | Sant Climent Sescebes          | zona humida      |         | 42° 23′ 50″ N, 2° 58′ 46″ E / 42.3971°N,2.97933°E |           |                     | Modifica les dades a Wikidata |
|        | estanys dels Torlits            | Sant Climent Sescebes          | zona humida      |         | 42° 22′ 45″ N, 2° 57′ 34″ E / 42.3793°N,2.95952°E |           |                     | Modifica les dades a Wikidata |

## Misc
| imatge | Nom                                 | Ubicat a                                                                                                  | instància de                                  | Detalls                                  | coordenades                                                                    | Protecció                                  | Commons (més fotos)                 | Dades a WD                    |
| ------ | ----------------------------------- | --- | --------------------------------------------- | ---------------------------------------- | ------------------------------------------------------------------------------ | ------------------------------------------ | ----------------------------------- | ----------------------------- |
|        | Ajuntament de Sant Climent Sescebes | Sant Climent Sescebes                                                                                     | casa consistorial                             | Estil: arquitectura popular              | 42° 22′ 10″ N, 2° 58′ 51″ E / 42.3694°N,2.98077°E ca:Plaça Carles Cusí 82 msnm | bé integrant del patrimoni cultural català | Ajuntament de Sant Climent Sescebes | Modifica les dades a Wikidata |
|        | Anyet                               | la Jonquera Sant Climent Sescebes Masarac i Vilarnadal Peralada                                           | curs d'aigua                                  | Desemboca: Orlina                        | 42° 21′ 27″ N, 2° 58′ 37″ E / 42.35752778°N,2.97682222°E                       |                                            | Riera d'Anyet                       | Modifica les dades a Wikidata |
|        | Búnquer de l'Ullastre               | Sant Climent Sescebes                                                                                     | búnquer                                       | Estil: arquitectura popular 20th century | 42° 21′ 48″ N, 2° 58′ 25″ E / 42.3633°N,2.97355°E 81 msnm                      | bé integrant del patrimoni cultural català | Búnquer de l'Ullastre               | Modifica les dades a Wikidata |
|        | CEIP Sant Sebastià                  | Sant Climent Sescebes                                                                                     | edifici escolar                               | Estil: arquitectura popular              | 42° 22′ 12″ N, 2° 58′ 54″ E / 42.3701°N,2.98176°E                              | bé integrant del patrimoni cultural català |                                     | Modifica les dades a Wikidata |
|        | Centre Social la Concòrdia          | Sant Climent Sescebes                                                                                     | edifici                                       | Estil: arquitectura popular              | 42° 22′ 09″ N, 2° 58′ 53″ E / 42.3693°N,2.98139°E 82 msnm                      | bé integrant del patrimoni cultural català | Centre Social la Concòrdia          | Modifica les dades a Wikidata |
|        | Massís de l'Albera                  | Vilamaniscle Cantallops Colera Espolla Garriguella la Jonquera Llançà Portbou Rabós Sant Climent Sescebes | Pla d'Espais d'Interès Natural àrea protegida | 1992 Superfície: 16378.90093ha           |                                                                                |                                            |                                     | Modifica les dades a Wikidata |
|        | Portal de Sant Climent Sescebes     | Sant Climent Sescebes                                                                                     | porta de ciutat                               | Estil: arquitectura popular              | 42° 22′ 11″ N, 2° 58′ 48″ E / 42.3696°N,2.97992°E 81 msnm                      | bé integrant del patrimoni cultural català | Portal de Sant Climent Sescebes     | Modifica les dades a Wikidata |
|        | Travessia de la plaça de l'Església | Sant Climent Sescebes                                                                                     | carrer                                        | Estil: arquitectura popular              | 42° 22′ 08″ N, 2° 58′ 48″ E / 42.368869°N,2.97991°E                            | bé integrant del patrimoni cultural català | Travessia de la plaça de l'Església | Modifica les dades a Wikidata |
|        | barraca de vinya                    | Sant Climent Sescebes                                                                                     | barraca de vinya                              | Estil: arquitectura popular              | 42° 22′ 42″ N, 2° 58′ 34″ E / 42.3784°N,2.97607°E                              | bé integrant del patrimoni cultural català |                                     | Modifica les dades a Wikidata |